# Bernard Buffet
Bernard Buffet (10 de julho de 1928 — 4 de outubro de 1999), nascido em Paris, foi um pintor francês do Expressionismo. 
Buffet estudou na Paris École des Beaux-Arts. Foi um artista importante na sua época, de muita representatividade. Crítico de formas abstratas, era um membro ativo do grupo anti-abstração L'homme Témoin (O Homem Testemunha). Ele preferia pintar figuras, retratos, elementos da cultura popular, paisagens urbanas, naturezas-vidas, assuntos históricos e religiosos, às vezes, fazia referência direta a eventos contemporâneos. 
Pintou mais de 8.000 obras, ganhou notoriedade e realizou dezenas de exposições e honras internacionais, como ser introduzido na Académie des Beaux-Arts em 1974.
Bernard foi amante de Pierre Bergé na década de 1950, mas fez inimizade com algumas personalidades gays no mundo da arte porque ele mudou sua orientação sexual.
Casou com Annabel Buffet em 1958 e, com ela, adotou três filhos, Danielle Buffet, Virginie Buffet e Nicolas Buffet.
O artista tirou a própria vida em Tourtour, França, aos 71 anos de idade, porque não podia mais pintar, após uma prolongada batalha contra a doença de Parkinson.